# IC 4846
IC 4846 је планетарна маглина у сазвјежђу Орао која се налази на листи објеката дубоког неба у Индекс каталогу.
Деклинација објекта је - 9° 2' 35" а ректасцензија 19h 16m 28,3s. Привидна величина (магнитуда) објекта IC 4846 износи 11,9 а фотографска магнитуда 12,7. IC 4846 је још познат и под ознакама PK 27-9.1, CS=13.7.